# Кулич, Валерий Петрович
Валерий Петрович Кулич (укр. Валерій Петрович Куліч; р. 28 августа 1973 года) — украинский бизнесмен, политик, бывший народный депутат Верховной рады VIII созыва, глава Черниговской облгосадминистрации (с 2015 года по 2018 год).

## Биография
Родился 28 октября 1973 года в с. Октябрьское (ныне с. Рождественское) Коропского района Черниговской области.

### Образование
С 1991 по 1993 год учился в Черниговском высшем военном авиационном училище лётчиков.
В 1997 году окончил Черниговский государственный институт экономики и управления по специальности «Менеджмент в производственной сфере».

### Бизнес
В марте 1993 года становится вице-президентом страховой компании «Лев».
С 1995 по 1999 год являлся начальником отдела ЗАО "Страховое общество «Гарантия», с 1999 по 2002 год — директор агропромышленного департамента ЗАО «Агроенергопостач».
С марта 2002 года являлся генеральным директором ООО «Форсаж».

### Политическая деятельность
В декабре 2012 года был избран депутатом Черниговского областного совета по спискам партии «Сильная Украина», в облосовете являлся членом постоянной комиссии по вопросам законности, правопорядка, регламента и депутатской этики.
На прошедших в октябре 2014 года досрочных парламентских выборах в Верховную раду избран народным депутатом по одномандатному избирательному округу № 205 от Блока Петра Порошенко, получив 27,98 % голосов избирателей. В Верховной раде являлся членом комитета по вопросам топливно-энергетического комплекса, ядерной политики и ядерной безопасности.
31 марта 2015 года указом президента Петра Порошенко назначен председателем Черниговской ОГА. 19 мая 2015 года депутатские полномочия Кулича в связи с новым назначением были прекращены.
31 июля 2018 года указом президента Петра Порошенко увольняет председателя Черниговской ОГА Валерия Кулича. Согласно информации на сайте президента Украины, Кулич сам написал заявление об своей отставке.

## Семья
Женат, четверо дочерей.

## Доходы
По уровню доходов (28 млн грн) Валерий Кулич занял в 2015 году первое место среди губернаторов Украины.